# МОДОК
М.О.Д.О.К, Мобильный Организм Для Организации Катастроф (англ. M.O.D.O.K, Mobile Organism Designed Only for Killing — Мобильный организм, созданный только для убийств) — суперзлодей комиксов Marvel. Первое полноценное появление персонажа состоялось в Tales of Suspense #94 (октябрь, 1967), где он был создан сценаристом Стэном Ли и художником Джеком Кёрби.
В течение Серебряного века комиксов М.О.Д.О.К появлялся во многих комиксах издательства Marvel на протяжении четырёх десятилетий. Помимо этого, М.О.Д.О.К является главным героем ограниченной серии Super-Villain Team-Up: MODOK’s Eleven #1-5 (сентябрь — декабрь, 2008), а также ваншота M.O.D.O.K: Reign Delay #1 (ноябрь, 2009).
Впоследствии М.О.Д.О.К появлялся в различного рода товарах (одежда, фигурки, коллекционные карточки и видеоигры). М.О.Д.О.К занял 100-е место в списке 100 величайших злодеев комиксов по версии IGN.

## История публикаций
М.О.Д.О.К впервые появился в Tales of Suspense #93-94 (Сентябрь — Октябрь, 1967), после чего стал регулярным врагом Капитана Америки. Сценарист Майк Конрой высказался по поводу этого персонажа: «Неизбежно, что он (М.О.Д.О.К) вернулся досадить Капитану Америке, чьё физическое совершенство его так возмущало».
М.О.Д.О.К выступил в Captain America #120 (Декабрь 1969) и #133 (Январь 1971). Персонаж также фигурировал в основной сюжетной линии комикса Sub-Mariner #49 (Май 1972), прежде чем стать главным антагонистом в Hulk #167-169 (Сентябрь — Ноябрь 1973). М.О.Д.О.К также принял участие в «Войне суперзлодеев» в Iron Man #74-75 (Май — Июнь 1975).
М.О.Д.О.К несколько раз сталкивался с Мисс Марвел в Ms. Marvel #5 (Май 1977); #7 (Июль 1977); #9 (Сентябрь 1977) и #10 (Октябрь 1977). Он противостоял многим героям Marvel в Iron Man Annual #4 (Декабрь 1977); Marvel Team-Up #104 (Апрель 1981) и Marvel Two-In-One #81-82 (Ноябрь — Декабрь 1981).
После неудачной попытки использовать Мерзость, врага Халка в Hulk #287-290 (Сентябрь — Декабрь 1983), М.О.Д.О.К был убит в Captain America #313 (Январь 1986). Тело злодея было показано в Iron Man #205 (Апрель 1986).
В течение сюжетной линии Захват АИМ в Avengers #386-387 (Май — Июнь 1995); Captain America #440 (Июнь 1995); Avengers #388 (Июль 1995) и Captain America #441 (Июль 1995), М.О.Д.О.К был воскрешён. В дальнейшем он выступил антагонистом в комиксах Iron Man Annual 1998; Защитники vol. 2 #9-10 (Ноябрь — Декабрь 2001); Wolverine #142-143 (Сентябрь — Октябрь 1999); Captain America & The Falcon #9 (Январь 2005) и Cable & Deadpool #11 (Март 2005).
Затем персонаж сделал три юмористических появления в Wha…Huh? #1 (Сентябрь 2005); Marvel Holiday Special 2006 (Январь 2007) и GLA-Xmas Special #1 (Февраль 2006). После небольшого появления в X-Men #200 (Август 2007) и Uncanny X-Men #488 (Сентябрь 2007), М.О.Д.О.К был показан в Ms. Marvel vol. 2, #14-17 (Июнь — Сентябрь 2007) и ограниченных сериях: Marvel 1985 #1-4 (Июль — Сентябрь 2008); #5-6 (Ноябрь 2008) и Super-Villain Team-Up: M.O.D.O.K’s Eleven #1-5 (Сентябрь — Декабрь 2008).
М.О.Д.О.К также фигурировал в Hulk #600 (Сентябрь 2009); Astonishing Tales vol. 2, #2 (Май 2009) и ваншоте MODOK: Reign Delay #1 (Ноябрь 2009).
В 2015 году М.О.Д.О.К стал ключевым персонажем серии «M.O.D.O.K Assassin» во время Secret Wars.

## Биография
Джордж Тарлтон был техником организации АИМ (Агентство инновационной механики). Он родился в Бангоре, Мэн. Чтобы исследовать Космический Куб, учёным из АИМ понадобился органический компьютер, в который они и превратили своего агента Джорджа Тарлтона. АИМ создали М.О.Д.О.Ка (Мобильный Организм Для Организации Калькулирования), чтобы изучить инопланетный объект. Тем не менее, М.О.Д.О.К стал более амбициозным и уверенным в себе, после чего он убил бывших хозяев и возглавил АИМ. Теперь он стал зваться М.О.Д.О.Ком (Мобильный Организм Для Организации Катастроф). Он вступил в конфронтацию с Капитаном Америка, который отправился в АИМ, чтобы спасти агента Щ.И.Т.а, Шэрон Картер.
М.О.Д.О.К стал повторяющимся врагом Капитана Америки, сражаясь с ним более трёх раз. Во время последней встречи было выявлено происхождение супер-злодея. М.О.Д.О.К также сражался с Нэмором и Доктором Думом, целью которых был Космический Куб.
Однажды М.О.Д.О.К похитил Бетти Росс и превратил её в гамма-мутанта Гарпию, после чего отправил против Халка. Когда Бетти понесла Халка к МОДОКУ, они были похищены Би-Зверем и доставлены в его родной город. Бэннер согласился починить машину, из-за которой город парит в небесах в обмен на лекарство для Бэтти. Несмотря на вмешательство М.О.Д.О.Ка Бэннеру удалось исцелить Бетти и сбежать из разрушающегося города. Во время «Войны супер-злодеев» МОДОК был побеждён Железным человеком.
Со временем АИМ выражает недовольство отсутствия научного прогресса и одержимостью М.О.Д.О.Ка уничтожить сверхлюдей, из-за чего он был отстранён от власти. М.О.Д.О.К попытался вернуть утраченную власть путём распространения над Нью-Йорком нервно-паралитических отравляющих веществ. Это привело к столкновению с Мисс Марвел и Виженом. М.О.Д.О.К пытался контролировать разум Мисс Марвел, а затем нанял Птицу смерти, чтобы та убила её. Мисс Марвел, тем не менее, удалось одолеть М.О.Д.О.Ка.
После того как злодей потерпел множество поражений в схватках с супер-героями, контроль над АИМ перешёл к Монике Раппаччини. Пытаясь отомстить ей, М.О.Д.О.К нанял 11 преступников, чтобы те украли оружие, разряженное энергией звезды, и продали его АИМ за миллиард долларов.
Войдя в состав команды Интеллигенция, М.О.Д.О.К помог создать Красного Халка и Красную Женщину-Халк.
Когда Амадей Чо был превращён в Халка, он изменил реальность и заставил М.О.Д.О.Ка вновь принять человеческий облик.

## Силы и способности
Джордж Тарлтон подвергся мутагенному процессу, который одарил его сверхчеловеческим интеллектом, в том числе и мозгом-компьютером. Превращение улучшило его память и смекалку, в результате чего М.О.Д.О.К мог за короткое время решать сложнейшие арифметические уравнения. Он способен высчитать математическую вероятность любого события; эта способность настолько сильна, что граничит с предвидением. М.О.Д.О.К использует свои псионические полномочия, которые позволяют ему управлять отдельными живыми существами или же целыми группами, а также генерировать силовые поля, способные выдержать ядерные взрывы. М.О.Д.О.К использует технологии, разработанные АИМ, в частности обруч, позволяющий ему генерировать разрушительный луч и телепортироваться в любое место. Побочным эффектом мутации Тарлтона стало увеличение головы, которая перевешивает его тело. Из-за этого злодею приходится передвигаться в экзоскелете. Его костюм оснащён различными видами оружия, включая лазеры и ракеты. Иногда Тарлтон использовал гигантский автомобиль, симметричный размерам его тела. Органы Тарлтона быстро разрушаются, из-за чего ему приходится создавать собственных клонов и подпитываться ими. Будучи лидером АИМа, М.О.Д.О.К располагает большим количеством технологий и целой армией. А после того когда он стал Превосходным М.О.Д.О.Ком, он вернулся в те же состояние что и с оригиналом, но с отсутствием слабостей.

## Альтернативные версии

### Marvel Zombies
Альтернативная версия М.О.Д.О.Ка была съедена зомбированными Женщиной-Халк и Соколиным глазом. Позднее было выявлено, что Эш был свидетелем этого.

### Earth X
В этой реальности М.О.Д.О.К был убит наряду с другими телепатами, когда проявились способности Черепа. Позднее парящее кресло М.О.Д.О.Ка было восстановлено и Череп использовал его в качестве трона.

## Вне комиксов

### Телевидение
- Первое появление М.О.Д.О.Ка на телевидении состоялось в мультсериале «Железный человек» 1994 года, озвученный Джимом Каммингсом. Он является главным помощником Мандарина с 1 по 14, 23 и 25 по 26 серии.
- М.О.Д.О.К появился в мультсериале «Железный человек: Приключения в броне», где его озвучил Ли Токар.
- Томас Кенни озвучил М.О.Д.О.Ка в мультсериале «Супергеройский отряд». В русском дубляже его называют РИДУ.
- М.О.Д.О.К появляется в сериях «Железный человек: Начало», «Всё чудесно», «Жало Вдовы» и «Хайль, Гидра!» мультсериала «Мстители. Величайшие герои Земли», где его озвучил Уолли Уингерт.
- В мультсериале «Совершенный Человек-паук» он появился, как камео, в 1 сезоне 16 серии, в записях видеокамер (с оригинальным дизайном, а не из мультсериала Мстители, общий сбор!) и в конце 3-го сезона. М.О.Д.О.Ка озвучил Чарли Адлер.
- Чарли Адлер вновь озвучил МОДОКа в мультсериале «Мстители, общий сбор!»[16]. А также и в мультсериале «Стражи Галактики».
- М.О.Д.О.К является одним из злодеев специального выпуска шоу «Финес и Ферб» под названием «Финес и Ферб: Миссия Marvel». Там он объединяется вместе с Красным Черепом, Веномом и Хлыстом[17]. Роль вновь исполнил Чарли Адлер.[18].
- М.О.Д.О.К появляется в аниме «Дисковые Войны: Мстители» 2014 года.
- Появляется в мультсериале «Человек-Паук» 2017 года.
- В мае 2021 года на сервисе Hulu вышел первый сезон анимационного сериала М.О.Д.О.К.[19]

### Кинематографическая вселенная Marvel
М.О.Д.О.К появился в фильме «Человек-муравей и Оса: Квантомания» (2023). По сюжету в него превратился Даррен Кросс после попадания в квантовое измерение в финале фильма «Человек-муравей» (2015). Он служит Кангу Завоевателю, затем под влиянием Кэсси Лэнг меняет свою позицию и погибает, спасая героев.

### Видеоигры
- М.О.Д.О.К появляется как босс в игре «Marvel: Ultimate Alliance», где его озвучил Майкл Гоф. Он отправляет Мистерио и Красное Динамо в атаку на базу Щ. И. Т.а, а затем задаёт игроку несколько вопросов. В случае неправильного ответа, М.О.Д.О.К бьёт игрока электрическим зарядом. После этого игроку предстоит уничтожить М.О.Д.О.Ка.
- Томас Кенни вновь озвучил М.О.Д.О.Ка в играх «Marvel Super Hero Squad» и «Marvel Super Hero Squad: The Infinity Gauntlet».
- М.О.Д.О.К является играбельным персонажем в «Marvel vs. Capcom 3: Fate of Two Worlds» и «Ultimate Marvel vs. Capcom 3»,[21] где его озвучил Уолли Вингерт[22].
- Является одним из боссов игры «Marvel Super Hero Squad: Comic Combat».
- Выступает в качестве злодея и играбельного персонажа в «Marvel Super Hero Squad Online».
- М.О.Д.О.К появляется как босс в «Marvel: Avengers Alliance» для Facebook.
- М.О.Д.О.К является главным антагонистом игры «Iron Man 3: The Official Game», основанной на фильме «Железный человек 3». По сюжету, М.О.Д.О.К является Олдричем Киллианом, чьё сознание было «загружено» в тело робота благодаря технологиям АИМ. Когда Железный человек побеждает его, М.О.Д.О.К пытается загрузить своё сознание в сеть Stark Industries, однако Железный человек жертвует сетью и окончательно уничтожает Киллиана.
- Ник Джеймсон озвучил М.О.Д.О.Ка в «Marvel Heroes».
- М.О.Д.О.К появляется в игре «Lego Marvel Super Heroes» в качестве босса и играбельного персонажа[23]. Здесь его озвучил Дэйв Боат.
- М.О.Д.О.К появляется в «Disney Infinity: Marvel Super Heroes»[24].
- М.О.Д.О.К является одним из боссов и играбельным персонажем в игре «Marvel Future Fight». Также в игре у него есть костюм в виде СПАЙДОКа (Человек-Паук в кресле М.О.Д.О.Ка) и костюм Капитана Америка (Капитан в кресле М.О.Д.О.Ка).
- М.О.Д.О.К является игровым персонажем в мобильной игре «Marvel: Contest of Champions».
- М.О.Д.О.К является игровым персонажем в мобильной игре Marvel: Future Fight, вышедшей в 2015 году.
- М.О.Д.О.К появляется в игре «Lego Marvel`s Avengers».
- М.О.Д.О.К появляется в игре «Lego Marvel Super Heroes 2».
- М.О.Д.О.К является главным антагонистом в игре Marvel’s Avengers. Роль озвучил Усман Элли, в российской локализации — Василий Дахненко. Доктор Джордж Тартлтон в качестве работавшего на Мстителей учёного обнаружил новый вид энергии в виде кристалла терриген. За пять лет после катастрофы на Дне Мстителей в Сан-Франциског создал организацию А. И.М., которая пыталась излечить появившихся нелюдей. В ходе инцидента на Дне Мстителей из-за воздействия кристалла мутировал, ради сохранения жизни начал использовать формулу регенерации учёной Моники Раппачини. Возросшая ненависть к супергероям привела Тарлтона к решению отнять у нелюдей их сверспособности для создания собственной армии из адаптоидов. Однако мутация продолжилась, и учёный вместе с увеличившейся головой получил способность силой своего разума управлять роботами. Узнав о том, что формула Раппачини была основана на крови Капитана Америки и только ускорила мутацию, Тарлтон отравляёт её собственным изобретением и решает уничтожить всех людей со сверхспособностями. Мстителям удаётся воспрепятствовать его планам, а Камала Хан сбрасывает злодея в залив Сан-Франциско.

### Музыка
- Группа Monster Magnet ссылается на М.О.Д.О.Ка в песне «Baby Götterdämmerung» из альбома Powertrip в словах: «So what would Modok do, if his memory got too full? He’d find the power source and then he’d pick what plugs to pull».
- Рэпер Дон Акира написал песню под названием «M.O.D.O.K. (Суперзлодейская музыка)».